# Quintana de Fuseros
Quintana de Fuseros es una localidad del municipio de Igüeña, comarca de El Bierzo, en la provincia de León (Castilla y León, España).

## Situación
Situada en el oeste del municipio de Igüeña se comunica con las poblaciones vecinas a través de la carretera provincial (LE-4306) de Toreno a Boeza.
El río de Quintana, afluente del Boeza, atraviesa la jurisdicción.

## Demografía
| 2000 | 2001 | 2002 | 2003 | 2004 | 2005 | 2008 | 2011 | 2014 | 2015 | 2021 |
| 329  | 327  | 324  | 304  | 294  | 291  | 265  | 247  | 242  | 232  | 234  |

## Economía
Aunque fue una zona minera de gran actividad, hoy en día las principales actividades son la ganadería bovina en extensivo y la apicultura.

## Administración
Como la mayoría de los antiguos concejos leoneses constituye una Entidad Local Menor gobernada por una Junta Vecinal de tres miembros.
Rosalía Fernández Ortega estará a cargo de la alcaldía los años 2019-2023.

## Cultura

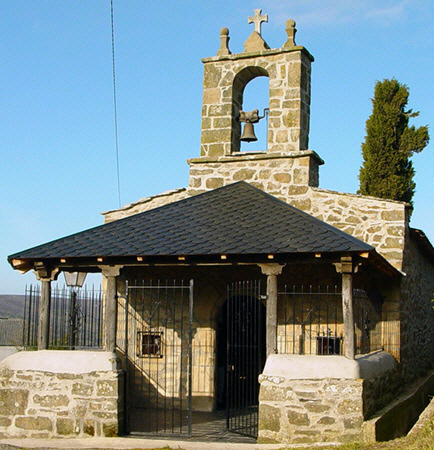
Vista de la ermita

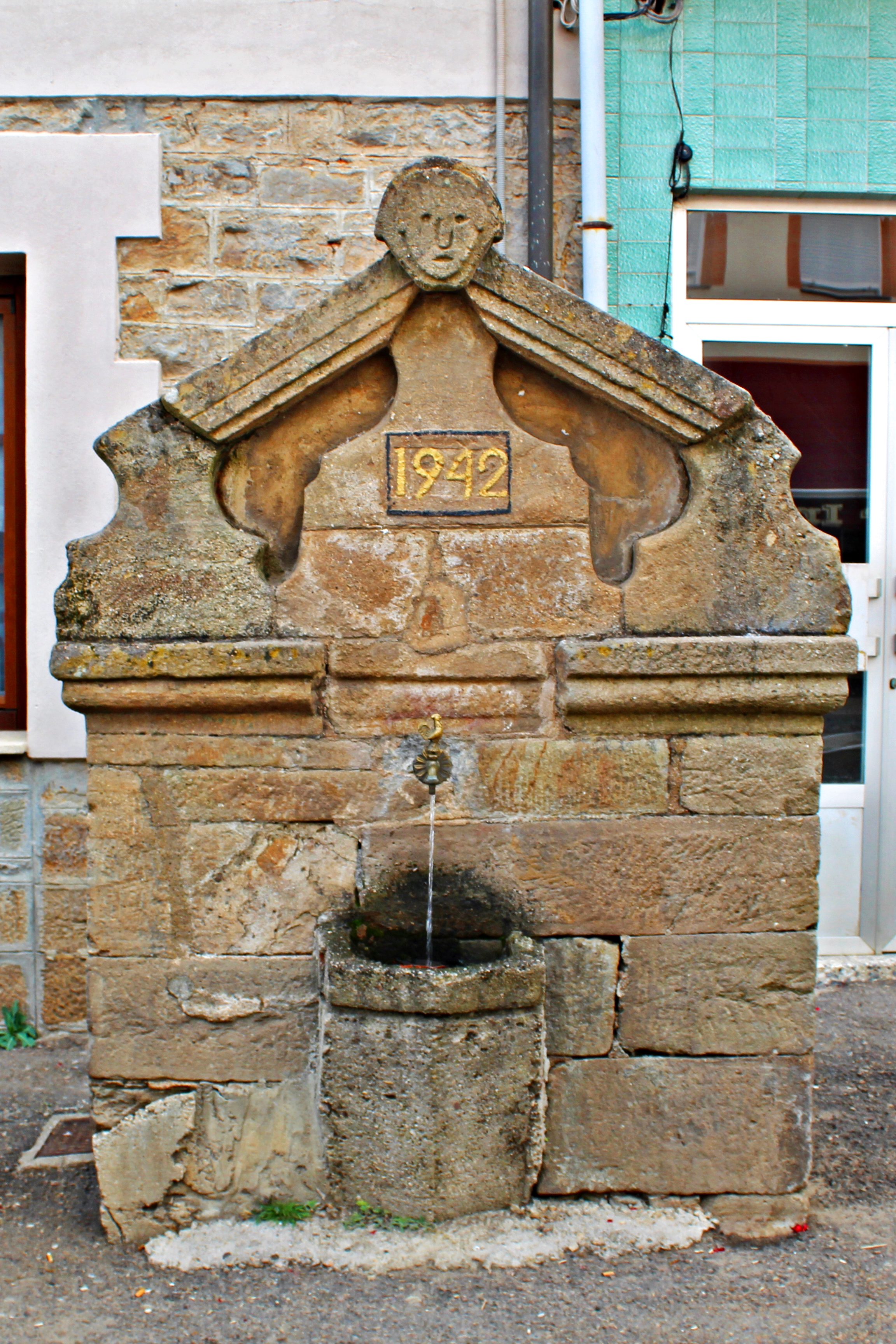
Fuente en la plaza Concejo

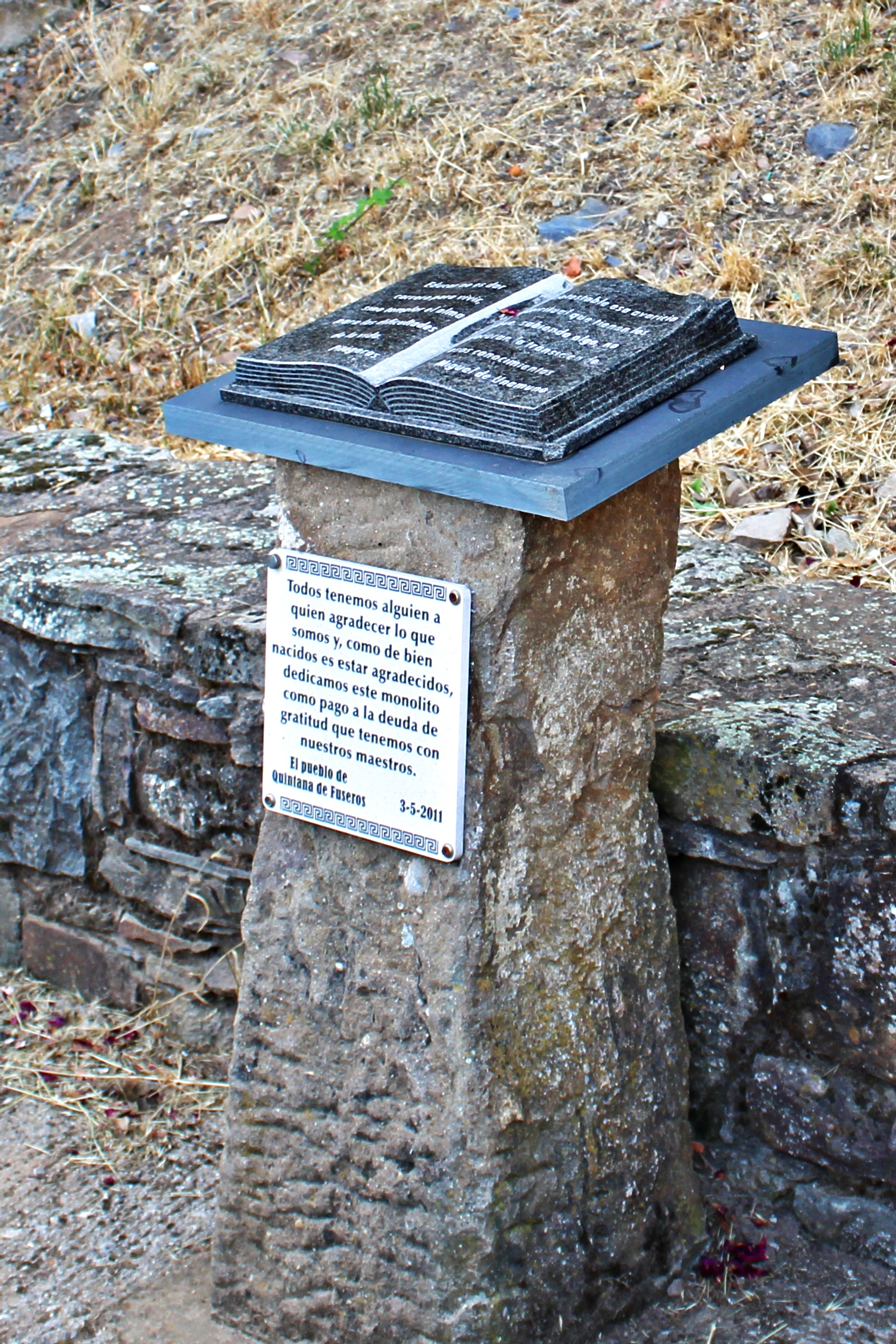
Monumento a los maestros

Posee una iglesia construida entre los siglos XVI y XIX, una escuela pública, una ermita y una Casa de cultura.
Las fiesta mayor es el día 15 de agosto, en honor a la Virgen de la Asunción. También el 3 de mayo se celebran las fiestas de la Santa Cruz, con la tradicional misa y procesión de amortajados que transcurre hasta la Ermita del Santo Cristo.

## Personajes
- José Antonio Álvarez Álvarez (1960), nombrado Consejero Delegado del Banco Santander en noviembre de 2014.